# Alcithoe jaculoides
Alcithoe jaculoides es una especie de molusco gasterópodo de la familia Volutidae en el orden de los Neogastropoda.

## Distribución geográfica
Sólo se encuentra a lo largo de la costa de la Isla Norte, de Nueva Zelanda.